# Phare de Grosse Point
Le phare de Grosse Point (en anglais : Grosse Point Light), est un phare situé à Evanston sur le lac Michigan dans l'État de l'Illinois aux États-Unis.
Il est inscrit au Registre national des lieux historiques depuis le 8 septembre 1976 sous le n° 76000707 et déclaré National Historic Landmark dans l'Illinois depuis le 20 janvier 1999.

## Historique
À la suite de plusieurs catastrophes maritimes près d'Evanston (comme le PS Lady Elgin (en) en 1860), dues à la présence de hauts-fonds, les résidents ont réussi à faire pression sur le gouvernement fédéral pour obtenir un phare. L'augmentation du trafic maritime vers le port de Chicago motivait aussi cette demande. Il fallut attendre la fin de la guerre de Sécession pour la réalisation de ce projet.
Mis en chantier en 1872 par Orlando Metcalfe Poe, la construction du phare a été achevée en 1873 et mis en service en  mars 1874. C'est un bâtiment de style italianisant. Il possède toujours sa lentille de Fresnel d'origine de second ordre
Ce phare est resté inactif de 1941 à 1946. Il a été remis en service, à titre privé, sous la juridiction du Evanston Lighthouse Park District, une autorité indépendante . Le site est ouvert à l'année, le musée et la tour sont ouverts aux visites guidées les samedis et dimanches après-midi de juin à septembre sauf la semaine du 4 juillet et le week-end férié de la fête du Travail en septembre.

## Description
Le phare  est une tour cylindrique en brique enrobée de béton de 34 m de haut, avec galerie et lanterne. La tour est reliée par une passerelle couverte à une ancienne maison de gardien en briques de 3 étages. Le bâtiment en peint en blanc avec une lanterne rouge.
Il émet, hauteur focale de 36 m, deux éclats blancs par période de 15 secondes. Sa portée est de 18 milles nautiques (environ 33 km).
Identifiant : ARLHS : USA-359 ; USCG :  7-20190 .

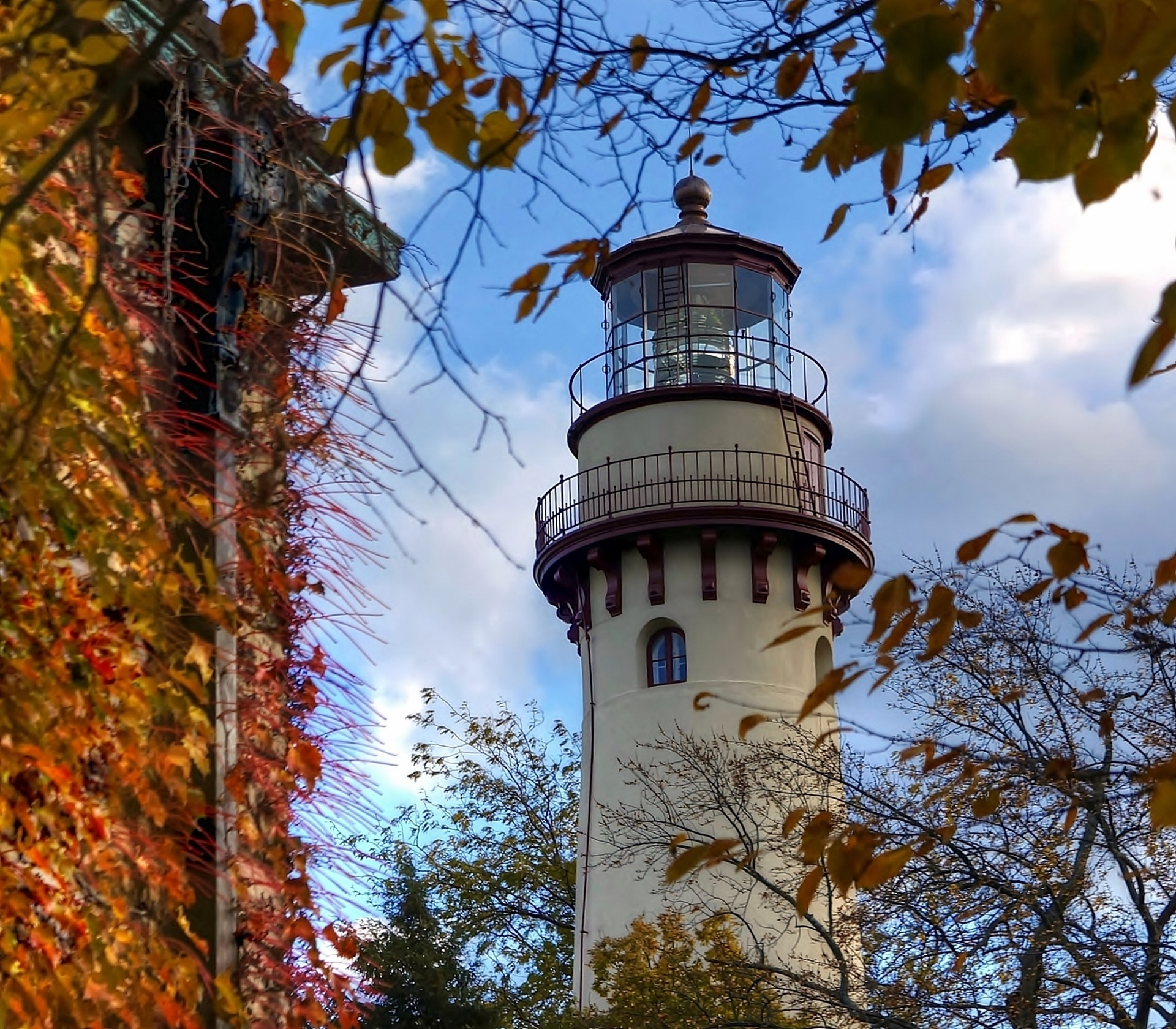
La lanterne
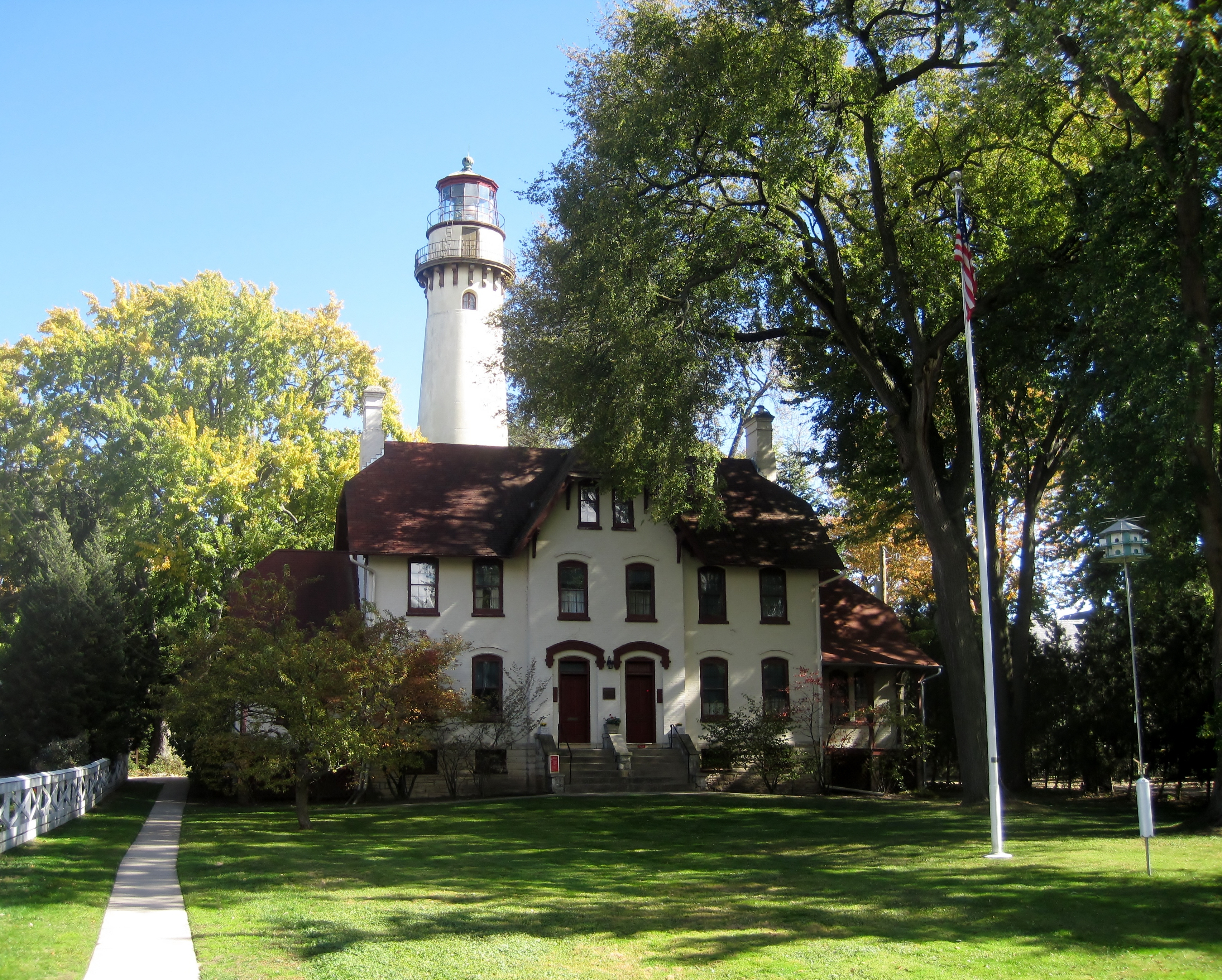
Le phare
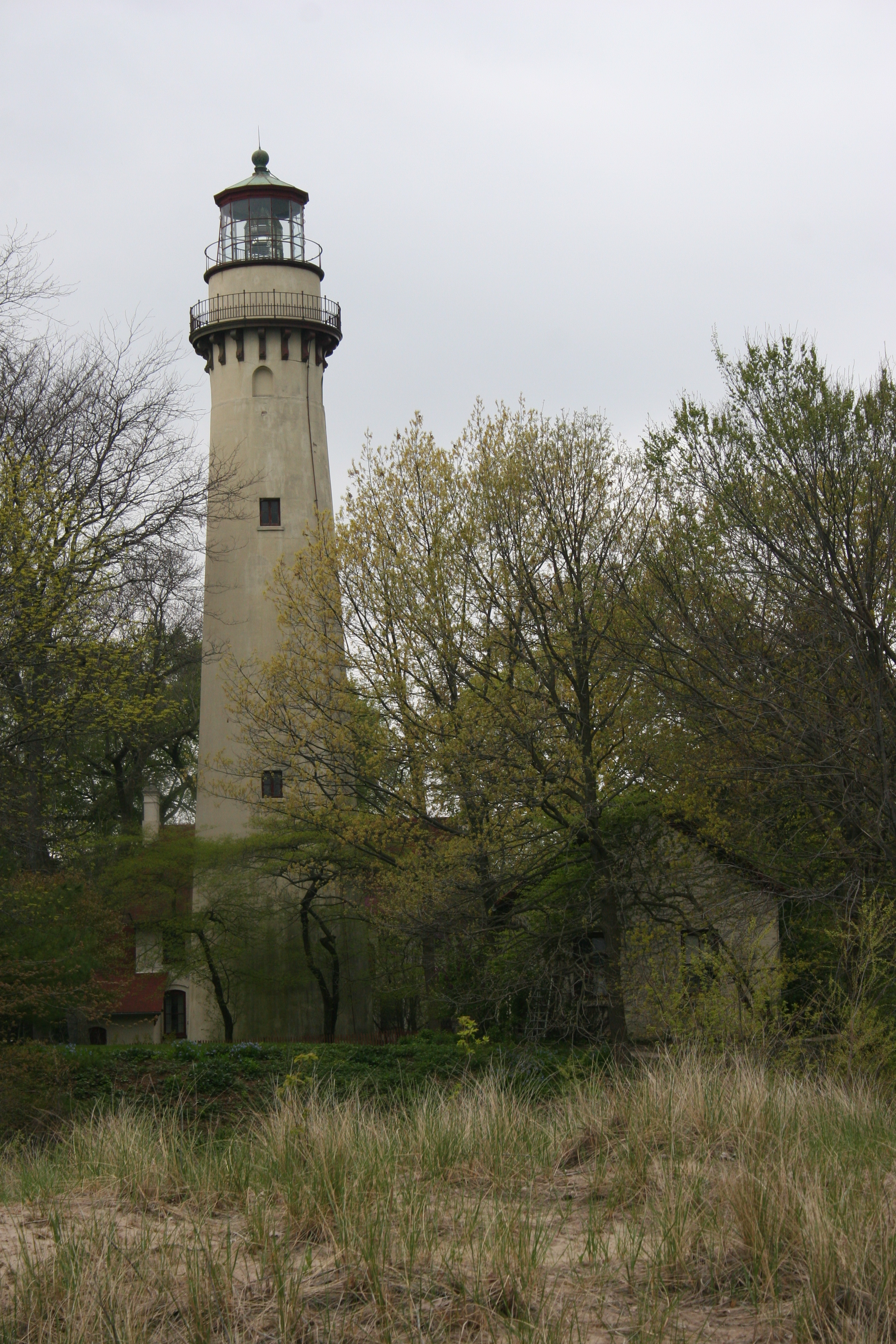
La tour

### Lien connexe
- Liste des phares de l'Illinois